# Reticulana
Reticulana é um gênero de traça pertencente à família Noctuidae.